# Bahía Port Phillip
Port Phillip, también comúnmente conocida como la bahía Port Phillip (del inglés: Port Phillip Bay), y localmente solo como La Bahía (The Bay), es una gran bahía australiana localizada en el sur del estado de Victoria, en cuya ribera se asienta la ciudad de Melbourne. Geográficamente, la bahía tiene una superficie de 1.930 km² y una costa de 264 km. Aunque para su tamaño es muy poco profunda —la parte más profunda tiene sólo 24 m, y la mitad tiene menos de 8 m—, la mayor parte es navegable. El volumen del agua en la bahía es de unos 25 km³.
Antes de la colonización europea el área alrededor de Port Phillip estaba dividida entre los territorios de las naciones de los wathaurong (al oeste), wurundjeri (norte) y boonwurrung (sur y este). Sus aguas y la costa son hogar de focas, ballenas, delfines, corales y muchos tipos de aves marinas y aves limícolas migratorias.
Los primeros europeos en entrar en la bahía fueron los tripulantes del HMS Lady Nelson, comandado por John Murray y, diez semanas después, por el HMS Investigator comandado por Matthew Flinders, en 1802. Expediciones posteriores a la bahía tuvo lugar en 1803 para establecer el primer asentamiento en Victoria, cerca de Sorrento, pero fue abandonado en 1804. Treinta años más tarde, colonos procedentes de Tasmania volvieron a establecer en Melbourne, ahora la capital del estado, en la desembocadura del río Yarra en 1835 y Geelong, en la bahía Corio en 1838. Hoy Port Phillip es la cuenca más poblada de Australia[cita requerida]] con una población estimada de 3 millones de personas que viven alrededor de la bahía; los suburbios de Melbourne se extienden alrededor de la mayor parte de las costas norte y este, y la ciudad de Geelong se extiende alrededor de Corio Bay, en el brazo occidental de la bahía.

## Historia

### Prehistoria
Port Phillip se formó entre 7.000 y 10.000 años atrás, en el final de la última Edad de Hielo, cuando el nivel del mar se elevó hasta anegar lo que era entonces el curso inferior del río Yarra, extensas llanuras fluviales, humedales y lagos. El Yarra y otros afluentes corrían por lo que ahora es el centro de la bahía, formando un lago en el extremo sur de la bahía, represado por The Heads, vertiendo posteriormente en el estrecho de Bass.
Los aborígenes ocupaban la zona mucho antes de que se formase la bahía, después de haber llegado por lo menos hace 20.000 años y, posiblemente, hace 40.000 años. Todavía se pueden ver en lugares de todo el litoral grandes montones de semi-fosilizadas conchas marinas conocidas como middens, marcando los puntos donde los aborígenes celebraban banquetes. Disfrutarían de una buena vida dada la abundante vida marina, que incluía pingüinos y focas. En la estación fría usaban pieles de pósums y elaborados tocados de plumas

### Exploración europea
En 1800, el teniente James Grant fue el primer europeo conocido que atravesó el estrecho de Bass de oeste a este, en el HMS Lady Nelson. También fue el primero en ver, y cartografiar rudimentariamente, la costa sur desde el cabo Banks hasta el promontorio Wilson, en Victoria. Grant nombró como «bahía del Rey Gobernador» ('Governor King's Bay') al cuerpo de agua entre el cabo Otway y el Promontorio de Wilson, pero no se atrevió a entrar en él y descubrir Port Phillip.
Los primeros europeos en descubrir y entrar en Port Phillip fueron los tripulantes del Lady Nelson, al mando de John Murray, que entró en la bahía el 15 de febrero de 1802. Murray la bautizó como bahía de Puerto Rey, en honor del entonces gobernador de Nueva Gales del Sur, Philip Gidley King, pero King más tarde la renombró a Port Phillip, en honor de su predecesor Arthur Phillip.
Unas diez semanas después de Murray, Matthew Flinders en el HMS Investigator también encontró y entró en el puerto, sin saber que Murray había estado allí. La historia oficial de las exploraciones de Nicolas Baudin en Le Géographe afirma que ellos también habían visto la entrada en ese momento (30 de marzo de 1802) pero esto es casi seguro un posterior embellecimiento o error, ya que está ausente en los registros de la nave y en las narraciones propias de Baudin. Como resultado de los informes de Murray y Flinders, el rey envió al teniente Charles Robbins en el HMS Cumberland para explorar Port Phillip plenamente. Uno de su partida, Charles Grimes, se convirtió en el primer europeo que caminó por la ribera derecha de la bahía, y que descubrió la desembocadura del Yarra, el 2 de febrero de 1803.

### Asentamiento británico

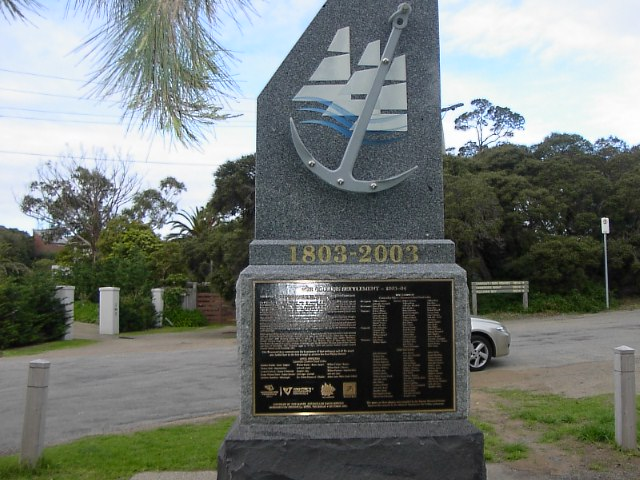
El memorial en Sorrento señala el lugar del primer asentamiento británico en Port Phillip en 1803

King decidió establecer una colonia penal en Port Phillip, sobre todo para hacer una reclamación del sur de Australia por delante de los franceses. El 10 de octubre de 1803 entró en la bahía de Port Philip un convoy de dos barcos liderados por el capitán David Collins llevando a 402 personas (5 funcionarios del gobierno, 9 oficiales de infantería de marina, 2 tambores y 39 soldados, cinco esposas y un niño, y 307 convictos con 17 esposas y 7 hijos). Después de algunas investigaciones, se decidió establecer el asentamiento en un lugar conocido como bahía Sullivan, muy cerca de Sorrento. La expedición desembarcó en la bahía Sullivan el 17 de octubre de 1803, y la primera de las "órdenes" emitidas por Collins lleva esa fecha. El 25 de octubre, cumpleaños de King, la bandera británica fue izada sobre el pequeño asentamiento y una pequeña salva de mosquetes celebró la ocasión real. El 25 de noviembre nació el primer niño blanco en Victoria, y fue bautizado el día de Navidad, recibiendo el nombre de William James Hobart Thorne. El primer matrimonio tuvo lugar el 28 de noviembre, cuando una mujer libre, Hannah Harvey se unió con el convicto Richard Garrett. La falta de agua dulce y de buena madera, sin embargo, llevó a que este primer intento de asentamiento europeo en Victoria fuese abandonado el 27 de enero de 1804. Cuando Collins dejó de Port Phillip, el Calcutta se dirigió a Sídney, y el Ocean a Risdon Cove, en Tasmania, a donde llegaron el 15 de febrero de 1804. Antes del abandono, un grupo de convictos, en el que estaba William Buckley (convicto), se escapó del asentamiento. Buckley más tarde se instaló en una cueva cerca de Point Lonsdale en el lado oeste de la entrada de la bahía, The Rip.
Port Phillip permaneció entonces en su mayor parte intacto hasta 1835, cuando colonos de Tasmania, dirigidos por John Batman y John Pascoe Fawkner (que había estado en el asentamiento de Sorrento cuando era un niño), se establecieron en Melbourne, en el curso bajo del Yarra. John Batman encontró a William Buckley, que se convirtió luego en un importante traductor en las negociaciones con las tribus indígenas locales. En 1838 se fundó Geelong, que se convirtió en el principal puerto al servicio de la creciente industria de la lana del Western District. Por un tiempo, Geelong rivalizó con Melbourne como asentamiento líder en la bahía, pero la fiebre del oro, que se inició en 1851, le dio a Melbourne una ventaja decisiva como ciudad más grande de Victoria.

### Crecimiento y el desarrollo de Melbourne

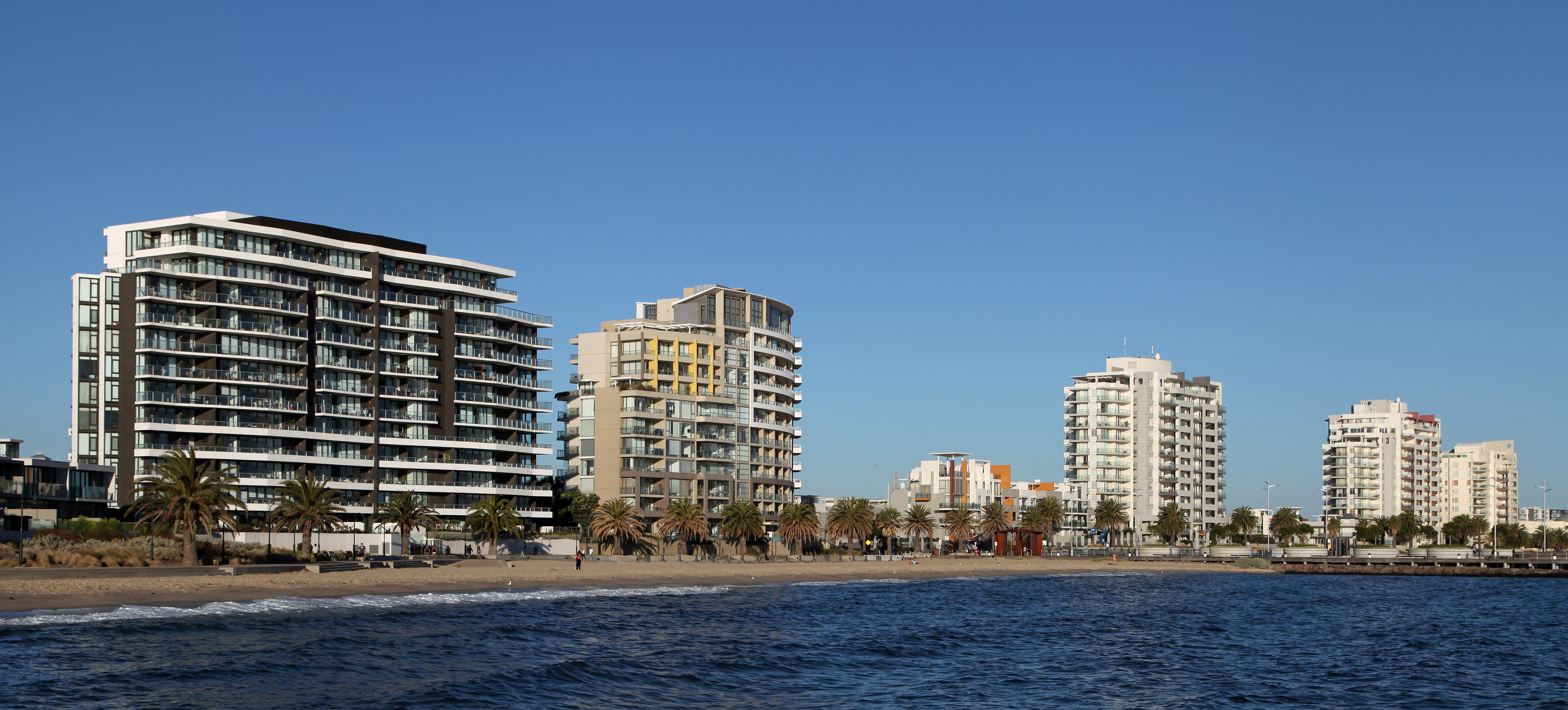
La playa de Beacon Cove y edificios de exclusivos apartamentos en Port Melbourne.

A medida que Melbourne prosperó, sus clases ricas descubrieron los usos recreativos de Port Phillip. Se establecieron en la costa este de la bahía varios suburbios, como St Kilda y Brighton. Más tarde, se hicieron populares varios complejos turísticos localizados más al sur, como Sorrento y Portsea. Las costas occidentales de la bahía, más pantanosos, no se vieron favorecidas así, y se han utilizado principalmente para fines no residenciales, como la base de la Royal Australian Air Force en Point Cook y la Werribee Sewage Farm. En las últimas décadas la población a lo largo del lado occidental de la bahía ha crecido más rápidamente.
En el siglo XXI, la propiedad a lo largo de la costa de Port Phillip sigue siendo muy buscada. Port Phillip sigue siendo ampliamente utilizado para actividades recreativas como la natación, el ciclismo, el canotaje y la pesca. La bahía también cuenta con una serie de paseos históricos y reservas de fauna. También se han reconocido en una serie de sitios los propietarios tradicionales de tierras.

## Geografía
Port Phillip se encuentra en el sur del estado australiano de Victoria, separada del estrecho de Bass por la península de Bellarine, al suroeste, y la península de Mornington, al sureste. Es la bahía más grande de Victoria y una de las bahías interiores más grandes de Australia. La estrecha entrada a la bahía, llamada The Rip, entre punta Lonsdale y punta Nepean, tiene fuertes corrientes de marea que se vuelven turbulentas por los contornos irregulares de los fondos marinos. El mejor momento para que las pequeñas embarcaciones entren en el Rip es en aguas tranquilas. Los barcos grandes requieren del asesoramiento de pilotos locales para entrar y salir. Se ha comenzado a profundizar el canal de entrada, para permitir que nuevos y más grandes barcos de contenedores puedan acceder a los muelles de Melbourne.
El lado oriental de la bahía se caracteriza por las playas arenosas que se extienden desde St Kilda, Sandringham, Beaumaris, Carrum, y descienden por la península de Mornington hasta Frankston, Safety Beach/Dromana y Rye hasta Portsea. La deriva litoral lleva la arena de sur a norte durante el invierno y de norte a sur durante el verano. El control de la erosión de los acantilados ha dado lugar a menudo a la falta de arena, lo que exige el dragado en alta mar para rellenar la playa. En el lado occidental de la bahía hay mayor variedad de tipos de playas, como las de Queenscliff, St Leonards, Indented Head, Portarlington y Eastern Beach. Numerosas barras y bancos de arena se producen en la parte sur de la bahía, y partes del Canal Sur requieren un dragado ocasional de mantenimiento.

### Clima
La región tiene un clima oceánico (Köppen Cfb), con veranos cálidos que tienen casionales días de mucho calor debido a los vientos del norte, e inviernos suaves. La precipitación anual, que se distribuye uniformemente a lo largo del año, muestra una considerable variación debido a las cordilleras de Otway, al suroeste: la costa noroeste de la bahía es la parte más seca del sur de Victoria, y casi se acerca a un clima semiárido (BSk) con una precipitación media anual de tan sólo 425 mm (comparable a Nhill o Numurkah), mientras que las costas orientales, menos protegidas por las Otways, reciben hasta 850 mm. Las temperaturas medias del verano varían de unos 25 °C del día a 14 °C en la noche, pero ocasionalmente los vientos del norte puede llevar a temperaturas superiores a los 40 °C, mientras que en invierno un día típico oscilarán entre 6 °C y 14 °C.

### Playas

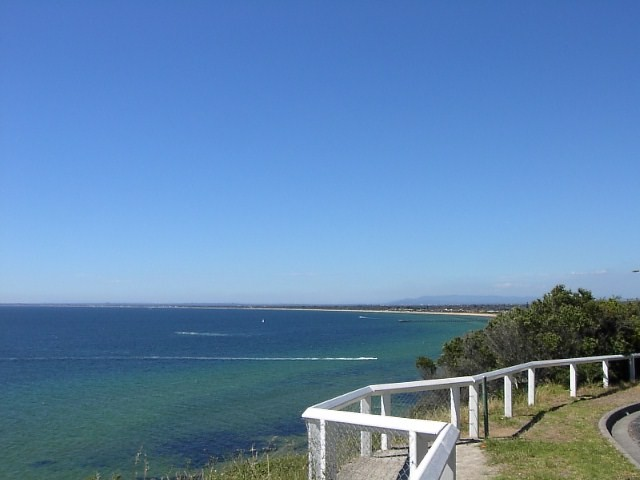
Port Phillip visto desde Frankston en la ribera oriental de la bahía.

Port Phillip tiene muchas playas, la mayoría de ellas llanas, poco profundas y largas, en las que la natación es bastante segura. Esto atrae a muchos turistas, la mayoría familias, durante los meses de verano y vacaciones escolares. Los deportes acuáticos como el bodyboarding y el surfing son difíciles o imposibles, excepto en condiciones climáticas extremas. Sin embargo, el stand up paddle boarding (SUP), el kitesurf y el windsurf son muy populares. La mayoría de las playas de arena se encuentran en las costas norte, este y sur de la bahía, mientras que en las costas occidentales hay una gran variedad de playas, humedales y manglares pantanosos. Algunas playas de gravilla y acantilados rocosos también se pueden encontrar, sobre todo, en el extremo sur.
Las playas más importantes son las de San Kilda, Brighton, Sandringham y Dromana.

### Ríos y arroyos
En la bahía desaguan los siguientes:
- ríos: Yarra, Maribyrnong, Patterson, Little y Werribee;
- arroyos (creeks): Kananook, Sweetwater, Cowies, Kororoit y Chinamans.

### Islas
Debido a su poca profundidad, se han construido numerosas islas artificiales y fuertes, y sin embargo, a pesar de la profundidad, sólo alberga pocas verdaderas islas. En su extremo sur hay muchos bancos de arena, lodo y aguas poco profundas, como las islas Mud, pero la mayoría de las islas se encuentran en los bajíos pantanosos de la bahía Swan. Algunas de las principales islas de la bahía son:
- isla Swan
- Islas Mud
- isla Duck
- South Channel Fort (artificial)
- Pope's Eye (artificial)

### Montañas y colinas próximas

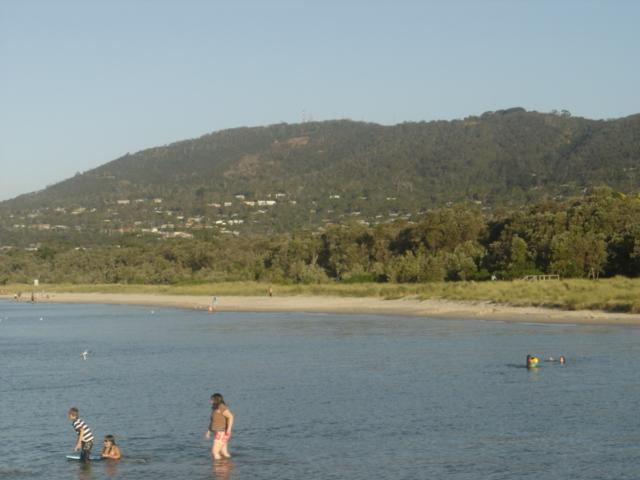
Arthurs Seat (305 m) y Dromana Bay en la parte meridional de Port Phillip

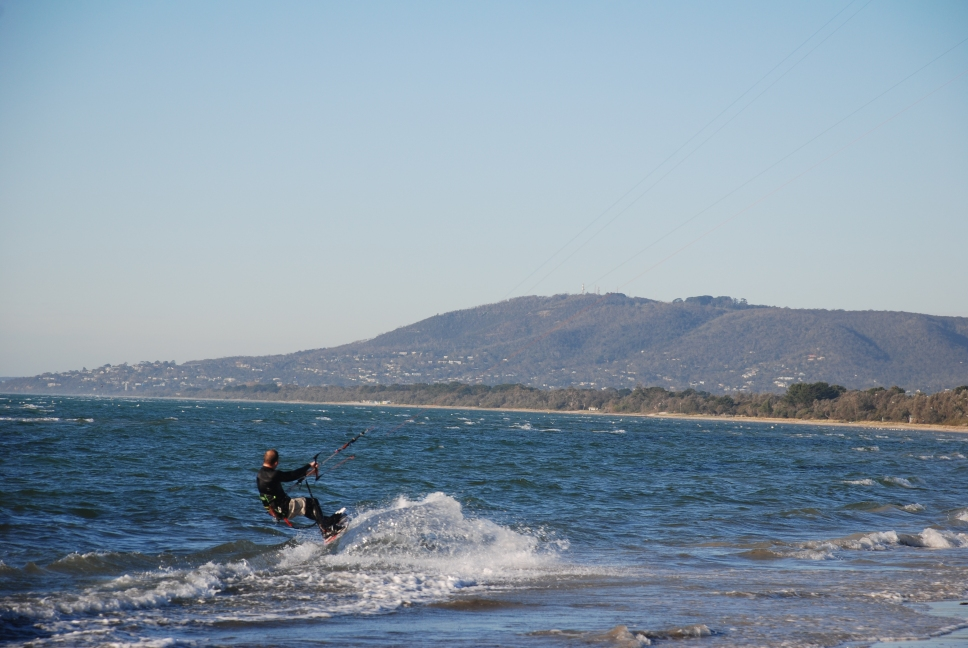
Kitesurfing en Rye con Arthurs Seat al fondo.

- Arthurs Seat, 314 m
- Monte Martha, 160 m
- Monte Eliza
- Olivers Hill

### Lagos próximos
- lago Albert Park
- Lagos Carramar, Illawong y Legana de Patterson Lakes
- Lago Victoria
- Salt Lagoon
- Lago Connewarre
- Lage Borrie
- RAAF Lake
- Sanctuary Lakes (artificial)
- Lago Cherry